# Сергеевский (Пермский край)
Сергеевский — посёлок в Гайнском районе Пермского края. Входит в состав Иванчинского сельского поселения. Расположен южнее районного центра, посёлка Гайны, на левом берегу реки Лолог. Расстояние до районного центра составляет 40 км. По данным численного состава посёлка по похозяйственным книгам на 2014 год численность посёлка составила 949 человек.

## История
Поселок Сергеевский образовался в 1928 году.
Раньше поселок подчинялся Кочевской волости, расстояние до центра 60 километров, теперь подчиняется Гайнскому райсовету, расстояние 40 километров. Входит в состав Иванчинского сельского поселения. В Сергеевском проживают: русские, украинцы, белорусы, татары, чуваши, коми-пермяки, казахи, литовцы, поляки.
Поселок расположен на левом берегу реки Лолог, находится на расстоянии 11 километров от деревни Иванчино. На территории поселка Сергеевский находятся: лесопункт, стройучасток, Вурламское лесничество. Принцип планировки поселка уличный. Выделяется общественный центр. Он представляет собой контору лесопункта, опорный пункт правопорядка.
По данным на 1 июля 1963 года, в посёлке проживало 1588 человек. В 1969 году имел 1279 жителей.  По учету на 1983 год насчитывалось 301 хозяйство с населением 934 человека. По данным Всероссийской переписи населения в 2010 году в посёлке проживало 810 человек (390 мужчин и 420 женщин). Жилые дома деревянные, двухквартирные.
Знатные люди селения: (около 120 человек) и ветераны войны (31 человек) – Голиков В.Ф., Пивоваров Д.Д., Сизов В.С. и другие.
По рассказам старожилов поселок строился в 30-е годы. Сначала здесь был только кордон, по которому проезжал граф Строгонов, проверял свои имения. В 30-е годы повезли раскулаченных, оставили под открытым небом. Люди ютились в ближайших деревнях, д. Иванчино, Имасы, сами строились в поселке Сергеевский. В деревнях сначала к приезжим относились подозрительно, увидев их, прятались. А потом заметили, что некоторые из них мастера на все руки. Они так привыкли друг к другу, что и до сих пор считают за родных.